# Olympiastützpunkt Bayern

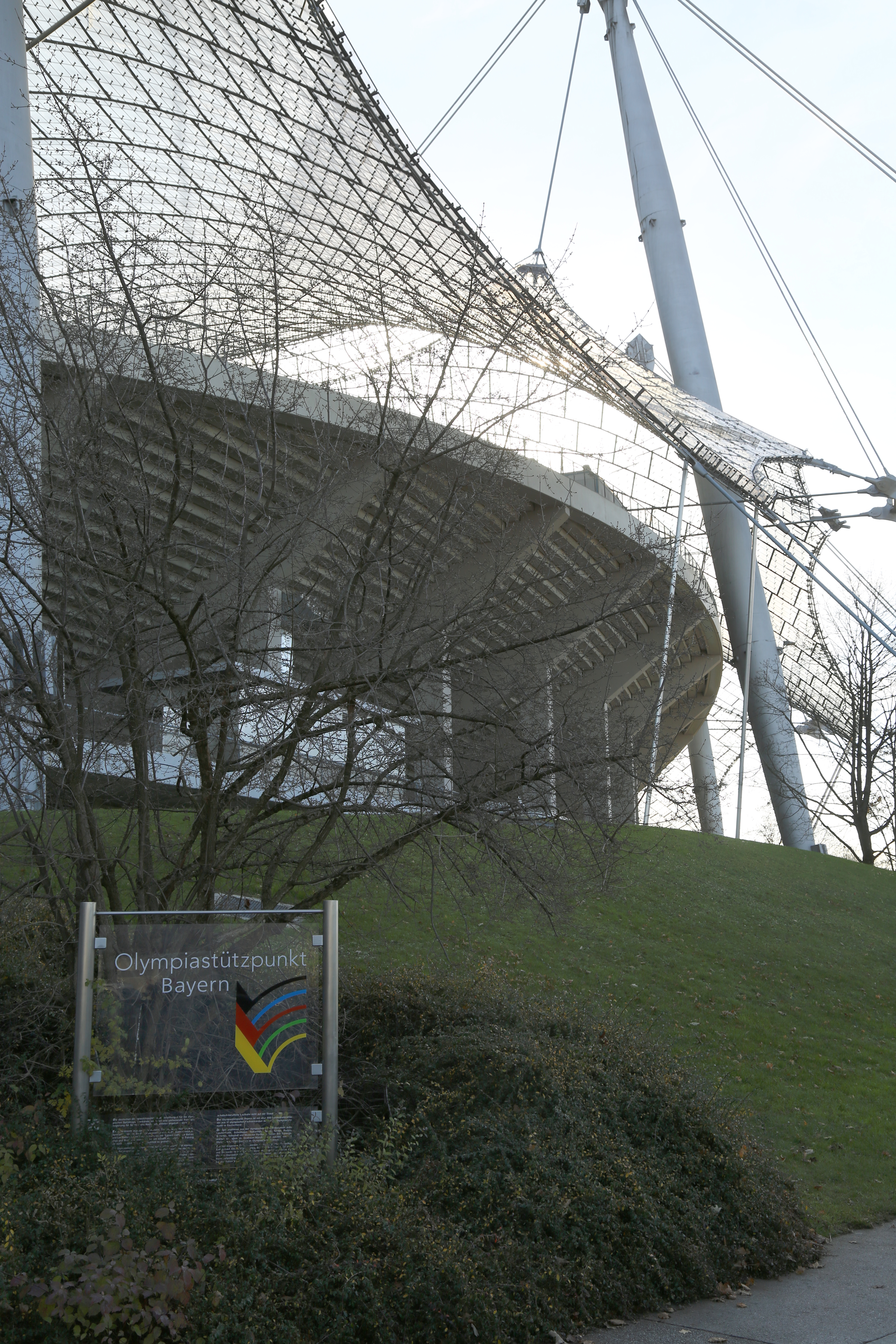
Eingang zum Olympiastützpunkt in der Westtribüne des Münchner Olympiastadions

Der Olympiastützpunkt Bayern ist seit 1989 eine sportartübergreifende Betreuungs- und Serviceeinrichtung des Spitzensports mit einer Schwerpunktlegung auf sämtlichen olympischen Wintersportarten, für Bundeskaderathleten sowie deren Trainern.

## Geschichte
Im Jahre 1989 wurde der Olympiastützpunkt Bayern in der Trägerschaft der Olympiapark München GmbH gegründet. Der OSP Bayern ist aktuell einer von 18 deutschen Olympiastützpunkten.

## Gliederung und Struktur

### Standorte
Die Zentrale des Olympiastützpunkts Bayern liegt am Spiridon-Louis-Ring 25 im Münchner Olympiapark, direkt unter der Haupttribüne des Olympiastadions.
Darüber hinaus gibt es die Regionalzentren: Allgäu (mit Oberstdorf und Füssen), Augsburg, Chiemgau / Berchtesgadener Land, Nord / Metropolregion Nürnberg (mit Fürth und Erlangen) und Garmisch-Partenkirchen.

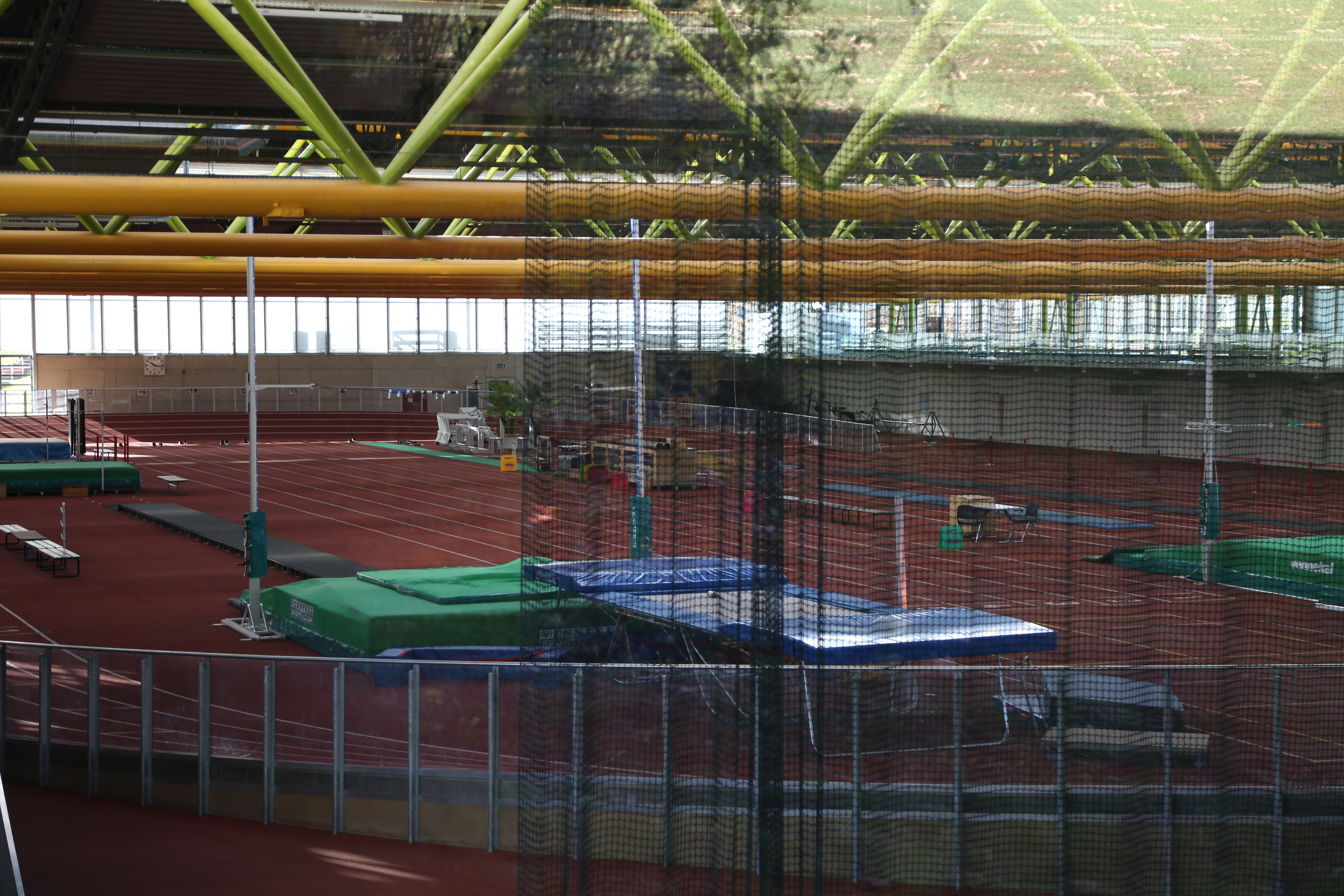
Die Werner-von-Linde-Halle im Münchner Olympiapark ist die Trainingshalle des Stützpunkts

### Schwerpunkte
Der OSP Bayern ist mit über 900 betreuten Bundeskaderathleten der größte OSP Deutschlands.
Schwerpunktsportarten sind sämtliche olympische Wintersportarten sowie Leichtathletik, Schwimmen, Judo, Taekwondo, Ringen, Kanuslalom, Schießen, Tennis, Tischtennis, Reitsport, Volleyball, Hockey und Basketball.

### Eliteschulen des Sports
Für die optimale Förderung leistungssportlich trainierender Kinder und Jugendlicher im Einklang mit einer hochwertigen schulischen Ausbildung bestehen in Bayern vier durch den DOSB anerkannte Eliteschulen des Sports (CJD Christophorusschulen Berchtesgaden, Gertrud-von-le-Fort-Gymnasium Oberstdorf, Gymnasium München-Nord und Bertolt-Brecht-Schule Nürnberg). Diese bieten jeweils eine Internatsunterbringung in den Häusern der Athleten an.